# أبو بكر غيي
أبو بكر غيي (1994 السنغال) هو لاعب كرة قدم سنغالي لعب سابقاً مع نادي أحد السعودي.

## روابط خارجية
- أبو بكر غيي على موقع اتحاد تركيا (لاعب) (الإنجليزية)
- أبو بكر غيي على موقع قاعدة بيانات كرة القدم.إي يو (الإنجليزية)
- أبو بكر غيي على موقع Soccerway.com (الإنجليزية)
- أبو بكر غيي على موقع عالم كرة القدم.نت (الإنجليزية)
- أبو بكر غيي على موقع AS.com (الإسبانية)